# Aleucis distinctata
Aleucis distinctata, conocido en ingles como alfombra de endrino o moca de Kent, es una polilla de la familia Geometridae. La especie fue descrita por primera vez por Gottlieb August Wilhelm Herrich-Schäffer en 1839. Se encuentra desde Europa hasta Turquía, Azerbaiyán y Turkmenistán.

## Descripción
Es una polilla mediana con una envergadura es de 22 a 29 mm. La cabeza es color gris ceniza. Las alas anteriores son de color fucsia, salpicadas de color más oscuro. La primera línea transversal es apenas curva, la segunda es subsinuada, ondulada y de color fucsia oscuro. Hay una mancha discal de color fusco oscuro. 
Las alas posteriores son de color blanquecino-fusco, el dorso está salpicado de un punto discal más oscuro y una segunda línea ondulada. La larva es de color marrón grisáceo; los segmentos 5-8 tienen una marca dorsal oscura en forma de V; los segmentos 1, 2 tienen una línea transversal negra; los segmentos 8, 9 tienen manchas laterales blanquecinas; los segmentos 3, 4 tienen una raya lateral negra oblicua corta; los segmentos 6-9 tienen manchas laterales negras. La especie es muy similar a Theria rupicapraria pero más pequeña, con antena simple, abdomen con puntos dorsales blancos.
Tiene distribución Local en Europa Central ab. contrastaria Fuchs tiene la zona media oscurecida. orientalis Stgr. [ahora especie completa], la forma oriental habitual, es más pálida, más grisácea. Asia Menor, Palestina y Mardin.